# Военноморски сигнални флагове на СССР
Военноморският флагово-сигнален код на СССР е набор от сигнали флагове, използаван заедно със семафорната азбука във военноморския флот на СССР за предаване на информация (сигнали, заповеди) между корабите и бреговите служби.
Сигналният код на военноморския флот на СССР произлиза от аналогичния код на сигналите на военноморския флот на Руската империя и с незначителни изменения е съхранен във военноморския флот на Руската Федерация.

## Принцип на действие
Военноморския свод сигнален код на СССР е построен по принципа, на международния сигнален код.
Пълния набор флагове се състои от 59 флага: 32 флага съответстват на буквите на руската азбука, 10 флага съответстват на цифрите, 4 флага са допълнителни и 13 имат специално значение.
Буквени флагове (32):
|  |  |  |
|  |  |  |

Флага „РЦЫ“ се използва като „дежурен кораб“.
Флага „1“ като и „зад борда си имам водолаз“.
„Цифрови флагове (10):
|  |  |

Допълнителни и специални флагове (17):
|  |  |  |

В Руския военноморски флот е приет същият сигнален код. Единственото изменение претърпява 3-ти допълнителен флаг. Сега той изглежда така:

Това се случва поради това, че предишния 3-ти допълнителен е приет за гюйс във ВМФ на РФ.

За предаване на сигналите флаговете се издигат на мачтите или реите в последователност, съответстваща на последователността на буквите и цифрите в предаваното съобщения. В някои случаи предаването на сигнала се осъществява с вдигане на един сигнален флаг – в този случай флага обозначава не буква, а съответната му стандартна фраза.
Всеки кораб на ВМС има на борда специални сигнални книги (Трифлажен сигнален код на военноморските сигнали, Лодъчна сигнална книга), с помощта на които може да се разшифрова всяко съчетание от сигнални флагове.

## Превод на значенията, съответствие на флаговете смеждународния сигнален код

### Буквен код
| Име на флага    | Значение                                                                | Международен аналог   |
| --------------- | ----------------------------------------------------------------------- | --------------------- |
| А, Аз           | Отрицателен отговор                                                     |                       |
| Б, Буки         | „Вдигни котва“, „Максимална скорост“                                    | ICS Number 1          |
| В, Веди         | „Вашият курс е опасен“                                                  |                       |
| Г, Глаголь      | „Виждам кораб на противника“                                            |                       |
| Д, Добро        | Добро (виж по-долу)                                                     | ICS „Quebec“          |
| Е, Есть         | Положителен отговор, „Действай самостоятелно или съгласно инструкциите“ | ICS first substitute  |
| Ж, Живете       | „Дай среден ход“                                                        | ICS „Foxtrot“         |
| З, Земля        | „Дай заден ход“                                                         | ICS „November“        |
| И, Иже          | „Бойна готовност“, „Тревога!“                                           | ICS Number 7          |
| Й, И краткое    | „Намерих мина“                                                          |                       |
| K, Ка           | „Излизам от строя“, „Не се уоравлявам“                                  | ICS „Echo“            |
| Л, Люди         | „Завивам на ляво“                                                       | England               |
| M, Мыслете      | „Намалете скоростта“                                                    |                       |
| Н, Наш          | „Стрелям“, „Товаря боеприпаси“                                          | ICS „Bravo“           |
| O, Он           | „Следвай ме“, „Моля за разрешение…“                                     | ICS Number 0          |
| П, Покой        | „Завий на дясно“                                                        | ICS „Kilo“            |
| Р, Рцы          | „Дежурен кораб“                                                         | ICS „Juliet“          |
| С, Слово        | „Стоп машини“                                                           | ICS „Mike“            |
| T, Твердо       | „поддържай скорост … възела“                                            | ICS „Lima“            |
| У, Ухо          | „Търпя бедствие!“                                                       | ICS answering pennant |
| Ф, Ферт         | „Отмяна“, „Отказ“                                                       | ICS „India“           |
| Х, Ха           | „Край на учението“                                                      | Red Cross             |
| Ц, Цепочка      | „Върни се в частта“                                                     |                       |
| Ч, Червь        | „Човек зад борда“                                                       |                       |
| Ш, Шапка        | „Дай пълен ход“                                                         |                       |
| Щ, Ща           |                                                                         | ICS Number 8          |
| Ъ, Твердый знак |                                                                         | ICS Number 6          |
| Ы, Еры          |                                                                         |                       |
| Ь, Мягкий знак  |                                                                         | ICS second substitute |
| Э, Э оборотное  |                                                                         | ICS „Charlie“         |
| Ю, Юла          |                                                                         | ICS „Victor“          |
| Я, Яко          | „Дай най-ниска скорост“                                                 | ICS „Romeo“           |

### Цифров код
| Име на флага | Значение | Международен аналог |
| ------------ | -------- | ------------------- |
| 1 единица    | 1        | ICS „Alpha“         |
| 2 двойка     | 2        | ICS Number 2        |
| 3 тройка     | 3        | ICS Number 3        |
| 4 четверка   | 4        | ICS Number 4        |
| 5 пятёрка    | 5        | ICS Number 5        |
| 6 шестёрка   | 6        | ICS „Oscar“         |
| 7 семерка    | 7        | ICS „Tango“         |
| 8 восьмёрка  | 8        | ICS „Uniform“       |
| 9 деветка    | 9        | ICS „X-ray“         |
| 0 ноль       | 0        | ICS „Zulu“          |

### Допълнителни и специални флагове
| Име на флага        | Значение | Международен аналог |
| ------------------- | --- | ------------------- |
| 1-ый дополнительный | 1-ви допълнителен                                                                                                  | ICS „Whiskey“       |
| 2-ой дополнительный | 2-ри допълнителен                                                                                                  | ICS „Yankee“        |
| 3-ий дополнительный | 3-ти допълнителен (СССР)                                                                                           |                     |
| 3-ий дополнительный | 3-ти допълнителен (Русия)                                                                                          |                     |
| 4-ый дополнительный | 4-ти допълнителен                                                                                                  | ICS Number 9        |
| Гюйс                | Гюйс |                     |
| Газ                 | „Отровен газ“ |                     |
| Дым                 | „Дим“ | ICS 3rd Substitute  |
| Телеграфный         | „Телеграфен код“                                                                                                   | ICS „Golf“          |
| Шлюпочный           | „Лодки“, „По-малки съдове“                                                                                         | ICS „Papa“          |
| Воздушный           | „Самолети“ | ICS „Sierra“        |
| Норд                | „Север“ |                     |
| Зюйд                | „Юг“ |                     |
| Ост                 | „Изток“ |                     |
| Вест                | „Запад“ |                     |
| Вопросительный      | „Въпросителен“ | ICS „Delta“         |
| Ответный            | „Ответен“, „Разбрах“. Издигнат наполовина означава „Приех сигнала“, а издигнат напълно означава „Разчетох сигнала“ |                     |
| Исполнительный      | „Изпълнявам“ | ICS „Hotel“         |

## Любопитен факт
Разпространения израз „дать добро“ в смисъл на „разрешаване на някакво действие“ произлиза от флага, който обозначава буквата „Д“. В дореволюционната азбука тази буква има собствено име „добро“. А в сигналния код, съответстващ на тази буква флага има и специално значение „да, съгласен, разрешавам“.